# Elza Furtado Gomide
Elza Furtado Gomide   (São Paulo, 20 d'agost de 1925 - São Paulo, 26 d'octubre de 2013) va ser una matemàtica brasilera.

## Vida i obra
Nascuda a São Paulo, filla de professors, va ser educada a casa i a l'Institut Estatal de São Paulo, en el qual va acabar els estudis secundaris el 1941. El 1945 es va graduar en física i en matemàtiques a la universitat de São Paulo, passant a ser assistent del professor Omar Catunda (marit de la compositora Eunice Katunda). També inicia els seus treballs de recerca per al doctorat sota la direcció, primer d'André Weil, que era professor d'aquesta universitat, i, quan Weil va tornar a França, de Jean Delsarte, que va ser professor visitant durant uns anys. Tot i així, el tutor nominal de la tesi defensada el 1950 va ser Omar Carunda. Va ser la primera dona doctora en matemàtiques de la universitat i la segona de tot el Brasil.
Gomide va treballar a la universitat de São Paulo fins que es va retirar el 1995, excepte els anys 1962-1963 en els quals va fer treballs post-doctorals a l'Institut Henri Poincaré de París. A la universitat va introduir reformes importants en els ensenyaments de l'anàlisi matemàtica modernitzant-los. Va ser socia fundadora de la Sociedade de Matemática de São Paulo, de la Societat Brasilera de Matemàtiques i del Centro Brasileiro de Pesquisas Físicas. Va continuar com professora voluntària fins a l'any 2000, quan va ser jubilada forçosament.